# Illa de Bere
illa de Bere (en gaèlic irlandès Oiléan Béarra que vol dir "illa de l'os", o també An tOileán Mór o "l'illa gran") és una illa de la costa occidental del comtat de Cork, a la província de Munster. Una llegenda diu que l'illa li va donar el nom el segon rei del segle Münster, Mogh Nuadat, en honor de la seva esposa, Beara, filla de Heber Mor.

## Geografia
L'illa està situada entre Port de Berehaven i la badia de Bantry a la part occidental de la Comtat de Cork, al voltant d'1 km davant del port de Castletownbere. És servit per dos transbordadors, que poden transportar vehicles lleugers. El punt més alt de l'illa és Knockanallig (270 m). El port principal és Lawrence Cove, prop de la principal localitat de Rerrin (Raerainn), cap a l'extrem oriental de l'illa. L'església i el seu cementiri es troben a Ballinakilla.

## Demografia
La població actual és d'aproximadament 200, però en el passat era significativament més poblada. En el cens de 1841 la població era de 2.122 habitants però en el cens de 1851 la població s'havia reduït a 1.454 a causa de Gran Fam Irlandesa. La disminució de la població continuà en línia amb la tendència nacional de l'emigració a través dels segles XIX i XX.
A diferència de moltes de les altres illes de la costa d'Irlanda, els habitants de l'illa de Bere ara són parlants natius d'anglès. El gaèlic irlandès va deixar de ser la llengua parlada de la majoria dels illencs natius entre el 1880 i 1885.

## Història
Els primers vestigis d'ocupació humana inclouen tombes megalítiques i menhird.
L'illa era propietat del clan O'Sullivan Bere i es va mantenir així fins que es va destruir definitivament el poder dels cacics gaèlics en 1602. En aquest període també es va veure el primer interès militar a l'illa quan Sir George Carew ordenà la construcció d'una carretera a l'illa per al transport de les forces proangleses al setge de Dunboy.
En desembre 1796 una flota francesa va entrar a la badia de Bantry i al port de Berehaven, dirigit pel general Lazare Hoche sota la direcció de Theobald Wolfe Tone, líder de la Societat dels Irlandesos Units. La llanxa francesa que va desembarcar a l'illa de Bere ara és al Museu Nacional. Els vents van impedir el desembarcament de la força principal i finalment van provocar que la flota es dispersés i tornés a casa. A l'agost 1798 es va produir un nou intent d'invasió a Killala (Comtat de Mayo) arran de la Rebel·lió irlandesa d'aquell any.
El resultat d'aquests fets és que les autoritats britàniques van revisar els seus plans de defensa i en 1803, amb el país de nou en guerra amb França, el tinent coronel William Twiss va ser enviat a Irlanda per elaborar un pla de defensa del país. Com a part d'aquesta revisió examinà la seguretat que es podria donar a badia de Bantry.
Després del final de la Guerres Napoleòniques va seguir un període d'estancament militar. Això va acabar en 1898, quan l'exèrcit britànic va aixecar una ordre d'expropiació a grans zones de l'illa amb la finalitat de construir-hi fortificacions addicionals per tal de protegir la flota britànica a l'àncora a la badia.
En 1922, sota els termes del Tractat Angloirlandès que va seguir la Guerra Angloirlandesa, els britànics es va retirar de la major part d'Irlanda, però van mantenir els ports de Berehaven, Queenstown (rebatejat Cobh) i Lough Swilly, van ser retinguts com a bases sobiranes fins a 1938.

## Townland
- Ardra West
- Ardra East
- Ballinakilla
- Cloonaghlin West
- Cloonaghlin Upper
- Cloonaghlin Lower
- Derrycreeveen
- Greenane
- Ardagh
- Rerrin